# نمانیا ندوویچ
نمانیا ندوویچ (صربی: Немања Недовић، زاده ۱۶ ژوئن ۱۹۹۱) بازیکن بسکتبال اهل صربستان است.
وی سابقه عضویت در تیم‌هایی همچون ستاره سرخ، والنسیا را در کارنامه دارد.